# كوكال أسود كبير
كوكال أسود كبير (الاسم العلمي: Centropus menbeki) (بالإنجليزية: Greater Black Coucal)‏ هو نوع من الطيور يتبع جنس الكوكال من فصيلة طيور الوقواق.